# M. Night Shyamalan
Manoj Night Shyamalan, född 6 augusti 1970 i Puducherry, Indien, är en indisk-amerikansk filmproducent, manusförfattare, regissör och filmskådespelare.

## Biografi
M. Night Shyamalan växte upp i Pennsylvania i USA och började tidigt filma med en Super-8-kamera. Han gjorde sin första film, Praying with Anger (1992), under sin tid som student vid New York University. Hans andra film, Wide Awake, filmades 1995 men den hade inte premiär förrän 1998. Han skrev även manus till filmen Stuart Little (1999). Samma år fick han sitt stora genombrott med filmen Sjätte sinnet. Den filmen blev en av årets mest inkomstbringande filmer (bara Star Wars: Episod I – Det mörka hotet drog in mer) och Shyamalan blev snart en av Hollywoods högst betalda manusförfattare och regissörer. Hans nästa film Unbreakable kom året därpå men blev inte lika framgångsrik. Signs (2002) gick betydligt bättre. Hans senare filmer har inte nått samma framgångar.
I en intervju i maj 2013 uppgav Shyamalan att han spökskrev manuset till filmen She's All That (1999).

## Filmografi (i urval)
| År   | Filmtitel          | Manus- författare | Regissör | Producent | Skådespelare | Noter                        |
| ---- | ------------------ | ----------------- | -------- | --------- | ------------ | ---------------------------- |
| 1992 | Praying with Anger | Ja                | Ja       | Ja        | Ja           |                              |
| 1998 | Wide Awake         | Ja                | Ja       |           |              |                              |
| 1999 | Sjätte sinnet      | Ja                | Ja       |           | Ja           |                              |
| 1999 | Stuart Little      | Ja                |          |           |              |                              |
| 2000 | Unbreakable        | Ja                | Ja       | Ja        | Ja           |                              |
| 2002 | Signs              | Ja                | Ja       | Ja        | Ja           |                              |
| 2004 | The Village        | Ja                | Ja       | Ja        | Ja           |                              |
| 2006 | Lady in the Water  | Ja                | Ja       | Ja        | Ja           |                              |
| 2008 | The Happening      | Ja                | Ja       | Ja        | Ja           | Skådespelare: Röst.          |
| 2010 | The Last Airbender | Ja                | Ja       | Ja        | Ja           | Skådespelare: Ej krediterad. |
| 2010 | Devil              | Ja                |          | Ja        |              |                              |
| 2013 | After Earth        | Ja                | Ja       | Ja        |              |                              |
| 2015 | The Visit          | Ja                | Ja       | Ja        |              |                              |
| 2016 | Split              | Ja                | Ja       | Ja        | Ja           |                              |
| 2019 | Glass              | Ja                | Ja       | Ja        | Ja           |                              |